# Lednické bradlo
Lednické bradlo je přírodní rezervace v katastrálním území obce Lednica v okrese Púchov v Trenčínském kraji na Slovensku. Území bylo vyhlášeno v letech 1969 a jeho rozloha je 14,28 hektaru. Předmětem ochrany jsou skalní bradla s významnými společenstvy rostlin a živočichů.